# Hind (cráter)

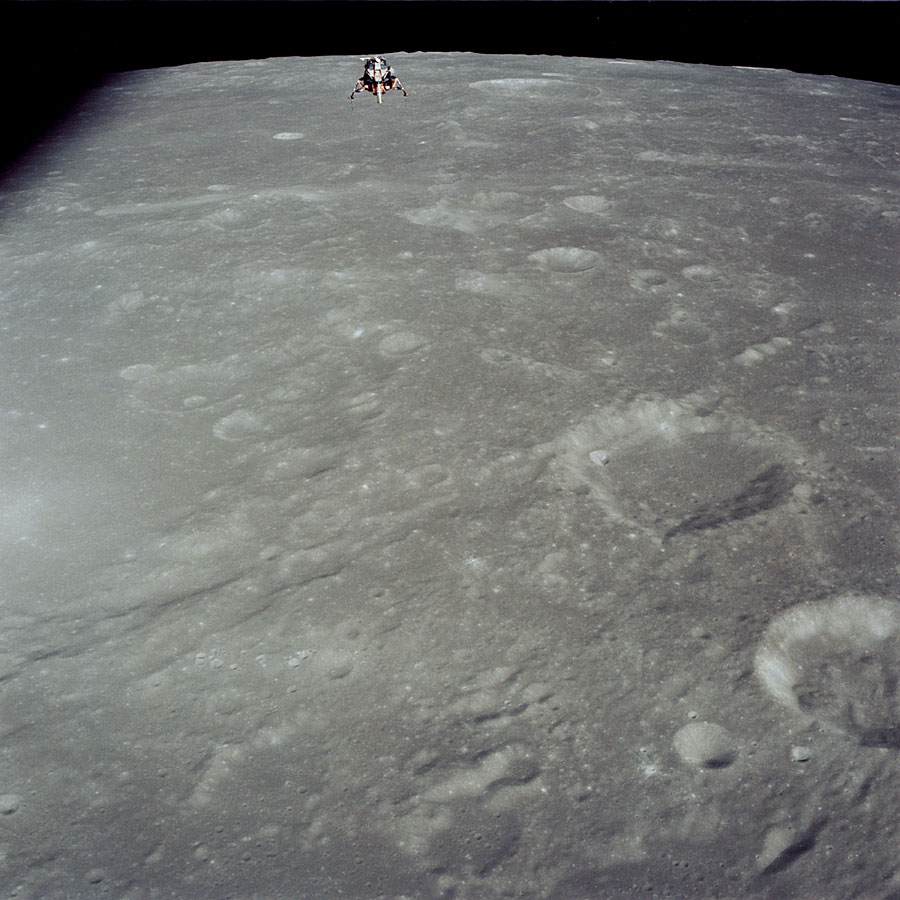
Fotografía de la misión Apolo 12

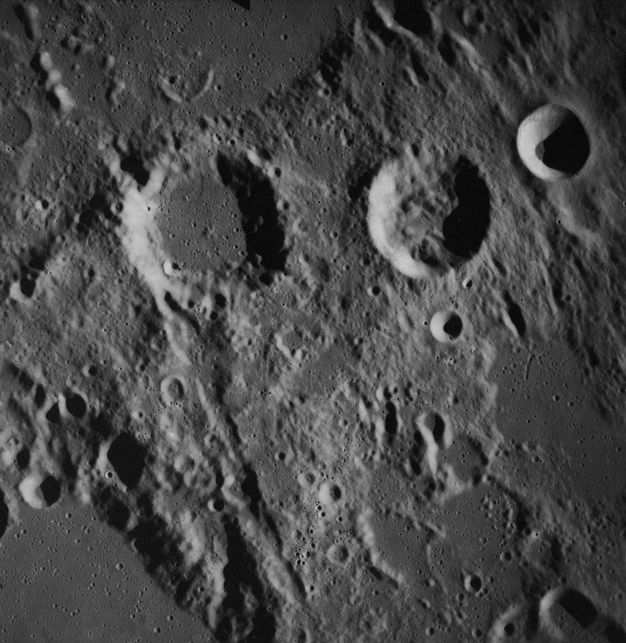
Fotografía de la misión Apolo 16

Hind es un cráter de impacto lunar que se encuentra al sudeste de la planicie amurallada del cráter Hipparchus, y al este del cráter Halley. El borde de Hind está relativamente libre de desgaste y deformaciones, excepto por una rotura en el borde norte. Sin embargo el suelo de Hind es relativamente desigual, especialmente en comparación con el interior de Halley. Hind y los cráteres Hipparchus C e Hipparchus L forman una línea con diámetros decrecientes que apuntan al noreste.
|  |

## Cráteres satélite
Por convención estos elementos se identifican en los mapas lunares colocando la letra en el lado del punto medio del cráter que está más cercano a Hind.
|      | \| Hind \| Coordenadas \| Diámetro \| \| ---- \| ------------------------- \| -------- \| \| C \| 8°42′S 7°24′E / -8.7, 7.4 \| 7 km \| |          |
| Hind | Coordenadas | Diámetro |
| C    | 8°42′S 7°24′E / -8.7, 7.4 | 7 km     |